# David Garrison
Pour les articles homonymes, voir Garrison.
David Garrison est un acteur américain né le 30 juin 1952 à Long Branch, New Jersey.
Il est principalement connu pour son rôle de Steve Rhoades dans la série télévisée Mariés, deux enfants.

## Filmographie sélective
- 1974 : Le Flic se rebiffe (The Midnight Man) : Photographe
- 1980 : A Day with Conrad Green (TV) : Lewis
- 1982 : Creepshow
- 1984 : Ernie Kovacs: Between the Laughter de Lamont Johnson (téléfilm) : Dick Eisenback
- 1985 : Chaînes conjugales (A Letter to Three Wives) (TV) : Ted
- 1987-1990 : Mariés, deux enfants (série télévisée) : Steven Rhoades
- 1990 : Working It Out (série télévisée) : Stan
- 1995 : OP Center (TV)
- 2004 : Tout le monde aime Raymond (série télévisée): Le Mannequin (saison 8 épisode 21) : William Dennison
- 2006 : Whirlygirl : Roger